# Anna di Lituania
Anna (in lituano: Ona Vytautienė) (Eišiškės, 1350 circa – Trakai, 31 luglio 1418) fu la prima moglie di Vitoldo e granduchessa di Lituania dal 1392 al 1418.
Anna era madre di Sofia, unica figlia di Vitoldo e poi divenuta moglie di Basilio I di Russia, È ricordata soprattutto per aver aiutato Vitoldo a fuggire dal castello di Krėva nel 1382 avendogli probabilmente salvato la vita. Poco si sa sulla vita di Anna e anche le sue origini rimangono oggetto di dibattito a livello storiografico.

## Biografia

### Durante le guerre civili
Probabilmente Anna e Vitoldo si sposarono tra il 1368 e il 1377, più verosimilmente intorno al 1370. Anna compare per la prima volta nelle fonti nel 1382, quando suo marito fu imprigionato assieme al padre di lui, Kęstutis, nel castello di Krėva da suo cugino Jogaila nel corso della guerra civile lituana (1381-1384). Sebbene tutti i resoconti concordino sul fatto che abbia liberato suo marito, i dettagli variano da fonte a fonte. Non è chiaro di quanta libertà disponesse Anna a Krėva e se fosse protetta. Le cronache lituane riportano che entrò nella struttura accompagnata da due cameriere e convinse una di loro a scambiarsi i vestiti con Vitoldo il quale, a quel punto travestito da donna, fuggì senza essere scoperto. Il cronista Wigand di Marburgo afferma che Vitoldo indossasse invece i vestiti di Anna piuttosto che quelli di una delle cameriere. Si ritiene che Anna rimase a Krėva, ma non sono disponibili informazioni su come sia fuggita o sia stata rilasciata. Lo storico Teodor Narbutt (1784-1864) riportò in seguito molti dettagli sulla vicenda, molti dei quali frutto della sua fantasia, tra cui una fantomatica malattia che ebbe Vitoldo. Per curarlo, la cameriera Alena si sacrificò per lui.
Nel 1389, quando il colpo di Stato del marito per espugnare Vilnius fallì, Anna si trovava a Hrodna. A quel punto, la donna seguì suo marito dai cavalieri teutonici, in quanto Vitoldo si era recato nello Stato monastico per chiedere un'alleanza contro i suoi cugini Jogaila e Skirgaila nella guerra civile lituana (1389-1392). Per un po', questa rimase come ostaggio per garantire che Vitoldo non rompesse il patto, in quanto era venuto meno alla sua parola in passato. Dopo che i dissapori cessarono nel 1392, Anna partecipò all'accordo di Astrava, il trattato di pace che rese Vitoldo granduca di Lituania. Procedette inoltre alla firma di due lettere, una consegnata a Jogaila, divenuto noto nel frattempo come Ladislao II Jagellone dopo aver ricevuto la corona di Polonia, e l'altra a sua moglie Edvige. Anna continuò ad essere attiva nella vita politica e prese parte ai negoziati del trattato di Salynas (1398).

### Anni successivi

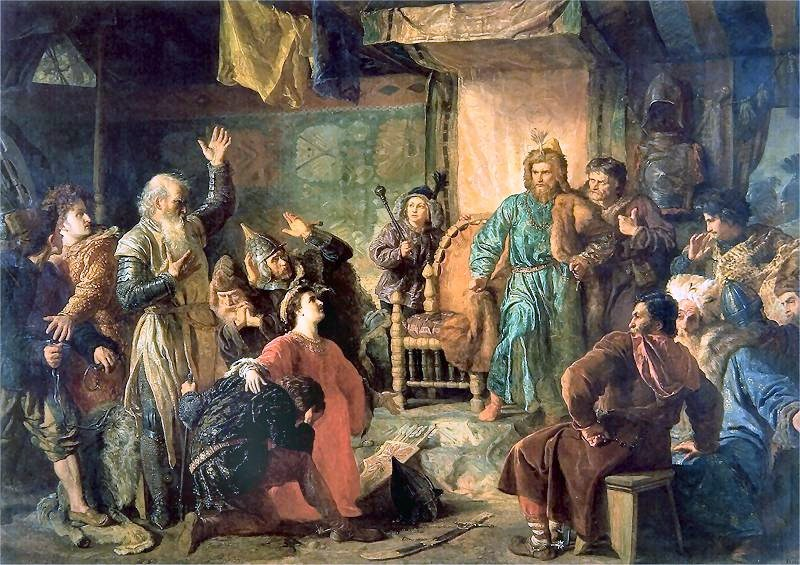
Kęstutis e suo figlio Vitoldo imprigionati a Krėva da Jogaila nel 1382. Kęstutis morì dopo una settimana, mentre Vitoldo vi rimase fino a quando non fu salvato da sua moglie

Prima del 1396, lei e suo marito si recarono a Késmárk per incontrare il re Sigismondo d'Ungheria e stabilire relazioni diplomatiche. Mentre intrattenevano dei colloqui, scoppiò un incendio che bruciò in breve tempo metà della città, spingendo i nobili ungheresi a sospettare del seguito del sovrano lituano. Sigismondo intervenne e riappacificò gli animi, riuscendo a riprendere le trattative. Al termine della visita, Vitoldo e Anna fecero molti doni a Sigismondo, tra cui un cappotto, un cappello e guanti di pelliccia di zibellino e ricamati in oro. I dettagli di tutti questi regali "consegnati dalla moglie di Vitoldo" furono registrati in una cronaca del XV secolo da Eberhard Windeck, uno stretto collaboratore di Sigismondo d'Ungheria.
Nel 1400 Anna visitò la tomba di Dorotea di Montau a Marienwerder (l'odierna Kwidzyn) e pregò nelle chiese di Sant'Anna a Brandeburgo e di Santa Barbara a Oldenburg, nell'odierno Oblast' di Kaliningrad. Assieme a lei, viaggiò il cognato Sigismund Kęstutaitis e una scorta di 400 uomini. Anna fu accolta con doni di grande valore e sontuosi ricevimenti, spingendola a preservare buoni rapporti con i cavalieri teutonici. Dopo la sua morte, a tutte le chiese della Prussia fu ordinato di tenere messe da requiem. Varie cronache e documenti riportarono un'interazione molto meno positiva tra Anna e la Polonia.[9]
Si ritiene che la chiesa di Sant'Anna, costruita nel castello inferiore di Vilnius prima del 1390, fosse stata così chiamata in onore di Anna. In seguito divenne nota come chiesa di Santa Barbara, ma non è sopravvissuta fino ai giorni nostri. Il viaggiatore fiammingo Guilbert de Lannoy rimase favorevolmente colpito dalla granduchessa.
Dopo la sua morte nel 1418, Vitoldo desiderava sposare sua nipote Julijona Alšėniškė, figlia di Jonas Alšėniškis e che visse fino al 1448. A causa del rapporto di consanguineità tra i due non ancora coniugi, il vescovo di Vilnius non si dichiarò disponibile a celebrare la cerimonia senza una dispensa papale; tuttavia, Jan Kropidło, arcivescovo di Gniezno, non si fece tali scrupoli e li sposò ugualmente il 13 novembre 1418. Secondo la cronaca di Bychowiec del XVI secolo, la prima moglie di Vitoldo fu una certa Maria Łukomska, sebbene tale informazione non sia confermata da nessun'altra fonte.

## Famiglia

### Origini
Esiste un dibattito non ancora sopito su chi fossero i genitori di Anna. Secondo la cronaca di Bychowiec, una fonte non coeva e inaffidabile, Anna era una delle sorelle di Juri Svjatoslavič, l'ultimo sovrano del Principato di Smolensk. Per molto tempo, tale teoria è stata l'unica relativa alle sue origini.
Nel 1933, lo storico lituano Ignas Jonynas emise una pubblicazione in cui tentò di criticare tutti gli eventi privi di fondamenta storiche nella cronaca di Bychowiec: tra questi, lo studioso del XX secolo dimostrò che Anna non era una duchessa ortodossa di terre slave, ma una figlia di un nobile lituano locale. Jonynas sottolineò inoltre che nessun'altra fonte contemporanea raccontava del rapporto tra Vitoldo e Juri, anche se la Lituania e Smolensk si affrontarono in guerra più volte. La prima cronaca lituana, la cui prima bozza venne scritta mentre Vitoldo era ancora in vita, descriveva come furono intraprese le guerre contro Smolensk nel 1386, 1395, 1401 e 1404, ma non menzionava nulla sul rapporto tra il sovrano russo e quello di Vilnius. Jonynas sosteneva che Anna fosse una sorella di Sudimantas, un nobile di Eišiškės (nella Lituania meridionale) e comandante dell'esercito di Vitoldo. Gli scritti teutonici menzionano Sudimantas come swoger (in basso sassone "cognato") di Vitoldo. Un altro documento del 1416 riportava Sudimantas come magen, ovvero parente non acquisito senza specifico riferimento. Nello studio di Jonynas, Sudimantas risultava variamente presentato come il fratello di Anna, il padre, o il marito della sorella.
Nel suo articolo del 1995, lo storico polacco Jan Tęgowski non si dimostrò d'accordo con Jonynas e sostenne che la cronaca di Bychowiec fosse precisa in merito: questi dunque considerò Sudimantas come il marito di una sorella di Anna. L'argomento principale di Tęgowski secondo cui Anna era di Smolensk si basava su due documenti del 1413 che menzionano un "duca russo di nome Basilio" come cognato di Vitoldo. Tęgowski identificava tale Basilio come figlio di Sviatoslav IV di Smolensk. La storica lituana Inga Baranauskienė ha confutato questa teoria poiché l'unico Basilio di cui si ha notizia di Smolensk era figlio di Ivan, il fratello di Sviatoslav. Ha analizzato altresì la relazione generale tra Smolensk e la Lituania, rilevando come i rapporti fossero perlopiù tesi. Inoltre, ha fatto notare che Anna aveva due sorelle andate in sposa a nobili lituani locali, cosa che sarebbe stata praticamente impossibile se fossero state figlie del principe di Smolensk.

### Sorelle
Il viaggiatore fiammingo Guilbert de Lannoy narrava di essere stato ricevuto da due sorelle di Anna quando visitò Vilnius nel 1413. Un documento datato 1390 scritto da Vitoldo contro i cugini Ladislao II e Skirgaila riferiva che la sorella di sua moglie era sposata con il suo stretto collaboratore Jonas Alšėniškis. Un antico testo rinvenuto nel monastero di Ljubeč registrava il nome della donna come Agrippina (anche se questi libri registravano i nomi dei defunti in modo che potessero essere ricordati nelle preghiere). Ivan e Agrippina ebbero almeno quattro figli e una figlia (Julijona Alšėniškė, andata in sposa a Vitoldo dopo la morte di Anna). Un'altra sorella di Anna viene citata dallo storico Jan Długosz (1415–1480), il quale asseriva che Julijona, sorella di Anna, era sposata con Narimantas, ucciso da Vitoldo durante l'assedio di Vilnius del 1390; Julijona in seguito celebrò le nozze con Albertas Manvydas, il primo voivoda di Vilnius. La versione latina del documento del 1390 di Vitoldo riportata un'affermazione diversa: prima del suo matrimonio con Albertas Manvydas, era sposata con Butrimas, un cugino di Vitoldo assassinato come punizione per l'impiccagione di Vaidila.